# Dijála kormányzóság

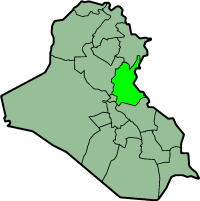
Dijála kormányzóság elhelyezkedése Irakban

Dijála kormányzóság (arab betűkkel محافظة ديالى [Muḥāfaẓat Diyālā]) Irak 18 kormányzóságának egyike az ország keleti részén. Északon Szulejmánijja, keleten az Iránban fekvő Kermánsáh tartomány, délen Vászit, délnyugaton Bagdad, nyugaton Szaláh ed-Dín kormányzóság határolja. Székhelye Baakúba városa.

## Fordítás
Ez a szócikk részben vagy egészben  a(z)   ديالى (محافظة) című arab Wikipédia-szócikk fordításán alapul.  Az eredeti cikk szerkesztőit annak laptörténete sorolja fel. Ez a jelzés csupán a megfogalmazás eredetét és a szerzői jogokat jelzi, nem szolgál a cikkben szereplő információk forrásmegjelöléseként.